# Fósiles de Aztahuacan
Los fósiles de Aztahuacan u hombre de Aztahuacan u hombre y mujer de Aztahuacan son los restos humanos de una mujer y dos hombres hallados en 1953 en Santa María Aztahuacan, Iztapalapa, Ciudad de México. Fueron datados por radiocarbono en 1989 con una antigüedad de ±10 300 años  [d. C. (12 300 a. C.). Corresponden al Pleistoceno tardío, siendo unos de los más antiguos hallados en la Cuenca de México y los restos más antiguos en la ocupación de Iztapalapa.

## Descripción
Los esqueletos de los fósiles de Aztahuacan corresponden a una persona identificada del sexo femenino, Santa María Aztahuacan I de unos 25 a 30 años de edad; Santa María Aztahuacan II persona identificada como del sexo masculino de 35 a 45 años y Santa María Aztahuacan II, masculino de 25 a 35 años. Según estudios posteriores los cráneos presentan anomalías en los maxilares y algunas deficiencias en la salud dentaria como "erupción ectópica de los caninos superiores, abrasión oclusal general y agenesia del tercer molar inferior, entre otros". Sus caras son más anchas y más altas que las de  los  restos de homínidos posteriores en la Cuenca de México. Los esqueletos se encuentran en estado de mineralización y se encuentran casi completos. Los restos corresponden al periodo del Pleistoceno, siendo habitantes de un conjunto humano dedicado a la caza y recolección.

## Historia
Estos restos fueron encontrados accidentalmente en 1953 en las obras de ampliación de un manantial de la calle San Pedro, sitio que ocuparon posteriormente unos lavaderos comunitarios que aún existen y la plaza de San Pedro, adyacente a una capilla donde se venera a ese santo católico. Fueron excavados y estudiados por Arturo Romano Pacheco, quien descubrió su hallazgo en posición de decúbito derecho a una profundidad de 1.30 metros del suelo de entonces. Otros restos líticos fueron hallados alrededor suyo como lascas de obsidiana y restos de basalto. 
Inicialmente fueron datados con una antigüedad de 11 000 años al compararlos Romano con los del esqueleto de Tepexpan.  Luego fueron datados nuevamente por la técnica de la medición de flúor que dio una antigüedad de 11 000 años. Romano recalculó nuevamente en 1974 su antigüedad en 9 000 años. Una nueva datación arrojó 6.5 micrones (+- 9400 a. C. u 11 400 d. C.) por la prueba de hidratación de obsidiana, pero en 1989 fueron datados nuevamente con la técnica de radiocarbono arrojando una antigüedad de entre 10 300 + 600 años d. C.  (12 300 a. C.) y 10 362 + 600 años d. C. (12 362).
Debido a este hallazgo fue inaugurado en ese mismo sitio el «Monumento al hombre de Aztahuacan». Una réplica de los cráneos de estos fósiles se expone en el Museo de Fuego Nuevo, ubicado en el Cerro de la Estrella. En la plaza de San Pedro de Aztahuacan existe una placa conmemorativa del hallazgo colocada en 1983.